# Green Pond Road
Green Pond Road – nieistniejący już stadion piłkarski w Londynie (gmina Waltham Forest), stolicy Wielkiej Brytanii. Istniał w latach 1910–1989. Swoje spotkania rozgrywali na nim piłkarze klubu Walthamstow Avenue FC.
Stadion został otwarty w 1910 roku. Przez lata obiekt służył piłkarzom klubu Walthamstow Avenue FC. 2 sierpnia 1948 roku na tym stadionie rozegrano jedno ze spotkań turnieju piłki nożnej na Letnich Igrzyskach Olimpijskich 1948 (mecz I rundy: Turcja – Chiny 4:0). W 1989 roku obiekt został zamknięty, następnie w jego miejscu powstały budynki mieszkalne.